# Schizocosa subpersonata
Schizocosa subpersonata là một loài nhện trong họ Lycosidae.
Loài này thuộc chi Schizocosa. Schizocosa subpersonata được Eugène Simon miêu tả năm 1910.